# 貝雷斯托韋尼卡河
貝雷斯托韋尼卡河（烏克蘭語：Берестовенька），是烏克蘭的河流，位於該國東部哈爾科夫州，屬於別列斯托瓦河的支流，發源自舊維里夫卡，河道全長32公里，流域面積302平方公里。